# Snake Jailbird
Snake Jailbird (spelad av Hank Azaria) är en rollfigur i den animerade TV-serien Simpsons. Hank Azaria baserar rösten på personer han kände i college.

## Biografi
Snake är en småfifflare som man brukar se med en tändare i t-shirtärmen och en cigarett i munnen. Han har en tatuering av en grön orm på armen, vilket är passande för han heter Snake(orm). Han studerade på Princeton University och tog ett års uppehåll i mitt av studieperioden. Han är författare till en bok.
Han brukar råna och göra inbrott, ofta framför näsan på polischef Wiggum, och lika ofta ser man honom i fängelset, där han tidigare var god vän med Sideshow Bob. 
En gång i tiden var han en laglydig Indiana Jones-liknande arkeolog som valde den brottsliga vägen då Moe stal hans Maya-guld.
Snake ses ofta köra omkring i en Dodge Charger. Snake är ihop med en kvinna som heter Gloria, som I ett avsnitt var gravid. 
I treehouse of horror IX blir Snake satt i elektriska stolen och dör. Sen tar en läkare hans hår och transplanterar det på Homer. Håret påverkar på något sätt Homers hjärna och han blir ond. Innan Snake blev fängslad (för att ha rökt i Kwik-E-Mart) lovade han att döda alla som hade sett honom röka i Kwik-E-Mart. Det var Apu, Moe och Bart som såg honom. När Homer är ond dödar han Apu och Moe. Sedan försöker han döda Bart. 
Hans efternamn, Jailbird betyder på svenska burfågel eller kåkfarare. Vilket är ett passande namn på denne kriminelle skurk. 